# Paolo Bacigalupi
Paolo Bacigalupi, né le 6 août 1972 à Paonia dans le Colorado, est un écrivain américain de science-fiction. Il a obtenu le prix Hugo du meilleur roman 2010, le prix Nebula du meilleur roman 2009, le prix John-Wood-Campbell Memorial 2010, le prix Locus du meilleur premier roman 2010 et le prix Compton-Crook 2010 pour La Fille automate. Son roman Ferrailleurs des mers a reçu le prix Locus du meilleur roman pour jeunes adultes 2011.

## Biographie
Paolo Bacigalupi est un auteur de fiction spéculative à succès international. Il a remporté les prix Hugo, Nebula, World Fantasy, John W. Campbell et Locus, en plus d'être finaliste du National Book Award et lauréat du "Micheal L. Printz Award for Excellence in Young Adult Literature". Le travail de Paolo Bacigalupi se concentre souvent sur les questions d'environnement, notamment les impacts du changement climatique ou sur des themes post-climato-apocalyptiques, comme dans la trilogie "Les Cités englouties". Ses romans lui sont inspirés par les journaux et les enquêtes rédigées par les journalistes scientifiques spécialisés dans les questions environnementales.

## Œuvres

### SérieLes Cités englouties
1. Ferrailleurs des mers, Au diable vauvert, 2013 ((en) Ship Breaker, 2010)[1]
2. Les Cités englouties, Au diable vauvert, 2013 ((en) The Drowned Cities, 2012)
3. Machine de guerre, Au diable vauvert, 2018 ((en) Tool of War, 2017)

- Trilogie des Cités englouties, Au diable vauvert, 2022

### Romans indépendants
- La Fille automate, Au diable vauvert, 2012 ((en) The Windup Girl, 2009)[5]
- L'Alchimiste de Khaim, Au diable vauvert, 2014 ((en) The Alchemist, 2011)
- Zombie Ball, Au diable vauvert, 2014 ((en) Zombie Baseball Beatdown, 2013)
- La Fabrique de doute, Au diable vauvert, 2015 ((en) The Doubt Factory, 2014)
- Water Knife, Au diable vauvert, 2016 ((en) The Water Knife, 2015)[6]
- (en) Navola, 2024

### Recueils de nouvelles
- La Fille flûte et autres fragments de futurs brisés, Au diable vauvert, 2014 ((en) Pump Six and Other Stories, 2008)Grand prix de l'Imaginaire 2015
  - La Fille-flûte, 2005 ((en) The Fluted Girl, 2003)Préalablement parue dans la revue Fiction no 2
  - Peuple de sable et de poussière, 2011 ((en) The People of Sand and Slag, 2004)Préalablement parue dans la revue Fiction no 12 sous le titre Gens du sable et de la poussière
  - Du dharma plein les poches, 2014 ((en) Pocketful of Dharma, 1999)
  - Le Pasho, 2014 ((en) The Pasho, 2004)
  - L'Homme des calories, 2008 ((en) The Calorie Man, 2005)Prix Theodore-Sturgeon 2006 - Préalablement parue dans la revue Fiction no 8 sous le titre Le Calorique
  - Le Chasseur de Tamaris, 2014 ((en) The Tamarisk Hunter, 2006)
  - Groupe d'intervention, 2007 ((en) Pop Squad, 2006)Préalablement parue dans la revue Fiction no 6
  - Le Yellow Card, 2014 ((en) Yellow Card Man, 2006)
  - Plus doux encore, 2014 ((en) Softer, 2007)
  - La Pompe six, 2012 ((en) Pump Six, 2008)Prix Locus de la meilleure nouvelle longue 2009 - Préalablement parue dans la revue Fiction no 15

### Autres nouvelles traduites en français
- Modèle Mika, 2016 ((en) Mika Model, 2016), trad. Sara DokePubliée dans l'anthologie Utopiales 2016 aux éditions ActuSF

### Anthologies
- (en) The Tangled Lands, 2018Écrit avec Tobias S. Buckell. Contient deux nouvelles de chaque auteur, situées toutes dans le même univers - Prix World Fantasy du meilleur recueil de nouvelles 2019
  - L'Alchimiste de Khaim, 2014 ((en) The Alchemist, 2010)Roman court par Paolo Bacigalupi
  - (en) The Executioness, 2010Roman court par Tobias S. Buckell
  - (en) The Children of Khaim, 2018Roman court par Paolo Bacigalupi
  - (en) The Blacksmith's Daughter, 2018Roman court par Tobias S. Buckell

## Récompenses
- Prix Hugo
  - Meilleur roman 2010 pour La Fille automate
- Prix Locus
  - Meilleur recueil de nouvelles 2009 pour La Fille flûte et autres fragments de futurs brisés
  - Meilleure nouvelle longue 2009 pour La Pompe six
  - Meilleur premier roman 2010 pour La Fille automate
  - Meilleur roman pour jeunes adultes 2011 pour Ferrailleurs des mers
- Prix Nebula
  - Meilleur roman 2009 pour La Fille automate
- Prix Theodore-Sturgeon
  - Meilleure nouvelle 2006 pour L'Homme des calories
- Prix John-Wood-Campbell Memorial
  - Meilleur roman 2010 pour La Fille automate
- Prix World Fantasy
  - Meilleur recueil de nouvelles 2019 pour The Tangled Lands
- Prix Planète SF des blogueurs
  - Meilleur roman 2012 pour La Fille automate
- Grand prix de l'Imaginaire
  - Meilleur roman étranger 2013 pour La Fille automate
- Prix Bob-Morane
  - Meilleur roman traduit 2013 pour La Fille automate
- Prix Compton-Crook du meilleur premier roman 2010 pour La Fille automate
- Prix Michael L. Printz du meilleur livre écrit pour les adolescents 2011 pour Ferrailleurs des mers